# Performanceindex (Wertpapierhandel)
Der Performanceindex (englisch total return index, Abk. TRI) ist im Finanzwesen ein Index, der die Leistung einer Gruppe von Komponenten misst, indem er annimmt, dass alle Barausschüttungen reinvestiert werden, und zusätzlich die Preisbewegungen der Komponenten verfolgt. Während es üblich ist, sich auf den Aktienindex zu beziehen, gibt es auch Performanceindizes für Anleihen und Rohstoffe.

## Allgemeines
Ein Performanceindex unterscheidet sich von einem Kursindex: Während der Kursindex nur Kursbewegungen (Kapitalgewinne oder -verluste) der Wertpapiere berücksichtigt, aus denen sich der Index zusammensetzt, umfasst der Performanceindex auch Dividenden, Zinsen, Bezugsrechtsangebote und andere Ausschüttungen, die über einen bestimmten Zeitraum realisiert wurden. Die Betrachtung der Gesamtrendite eines Index wird gewöhnlich als genaueres Maß der Performance angesehen.
Der US-amerikanische Aktienindex S&P 500 ist ein Beispiel für einen Kurs-, der Deutsche Aktienindex DAX für einen Performanceindex. Einige Aktienindizes werden sowohl als Kurs- wie auch als Performanceindex berechnet; so gibt es zum S&P-500-Index zusätzlich den S&P 500 TR als Performanceindex. Der Performanceindex spielt dann in der Berichterstattung meist eine untergeordnete Rolle, wird jedoch bisweilen als Benchmark herangezogen.
Der Performanceindex wird auch verwendet, um ein Portfolio als gewichtete Kombination von Vermögenswerten zu entwickeln, wie sie in der modernen Portfoliotheorie beschrieben wird. Obwohl diese Theorie mit historischen Daten arbeitet, versuchen die Modelle, die dieser Theorie folgen, die erwartete Rendite auf der Grundlage einer ausgewählten Kombination von Vermögenswerten zu berechnen. Auf diese Weise kann zum Beispiel ein Aktienportfolio, das einen Teil eines Aktienindex darstellt, mit der Performanceversion des Aktienindex verglichen werden.

## Referenz
1. 1 2  What is total return index? definition and meaning (Memento des Originals vom 17. Juli 2020 im Internet Archive)  Info: Der Archivlink wurde automatisch eingesetzt und noch nicht geprüft. Bitte prüfe Original- und Archivlink gemäß Anleitung und entferne dann diesen Hinweis.
2. ↑  Total Return Index Definition
3. ↑  S&P | S&P 500 | Americas (Memento des Originals vom 5. Juni 2013 im Internet Archive)  Info: Der Archivlink wurde automatisch eingesetzt und noch nicht geprüft. Bitte prüfe Original- und Archivlink gemäß Anleitung und entferne dann diesen Hinweis.
4. ↑  DAX: Stock Index Summary